# (2368) Beltrovata
(2368) Beltrovata ist ein Asteroid des Amor-Typs, der am 4. September 1977 von Paul Wild in Bern entdeckt wurde.
Benannt ist der Asteroid nach einem Wortspiel Gottfried Kellers: Dieser bildete aus den Initialen der von ihm umworbenen Betty Tendering den italienischen Ausdruck „Bella Trovata“ oder „Beltrovata“, wörtlich „die schöne Gefundene“. Danach wiederum ist die Figur Dortchen Schönfund aus seinem Roman Der grüne Heinrich benannt.